# Ter Navolging (Scheveningen)

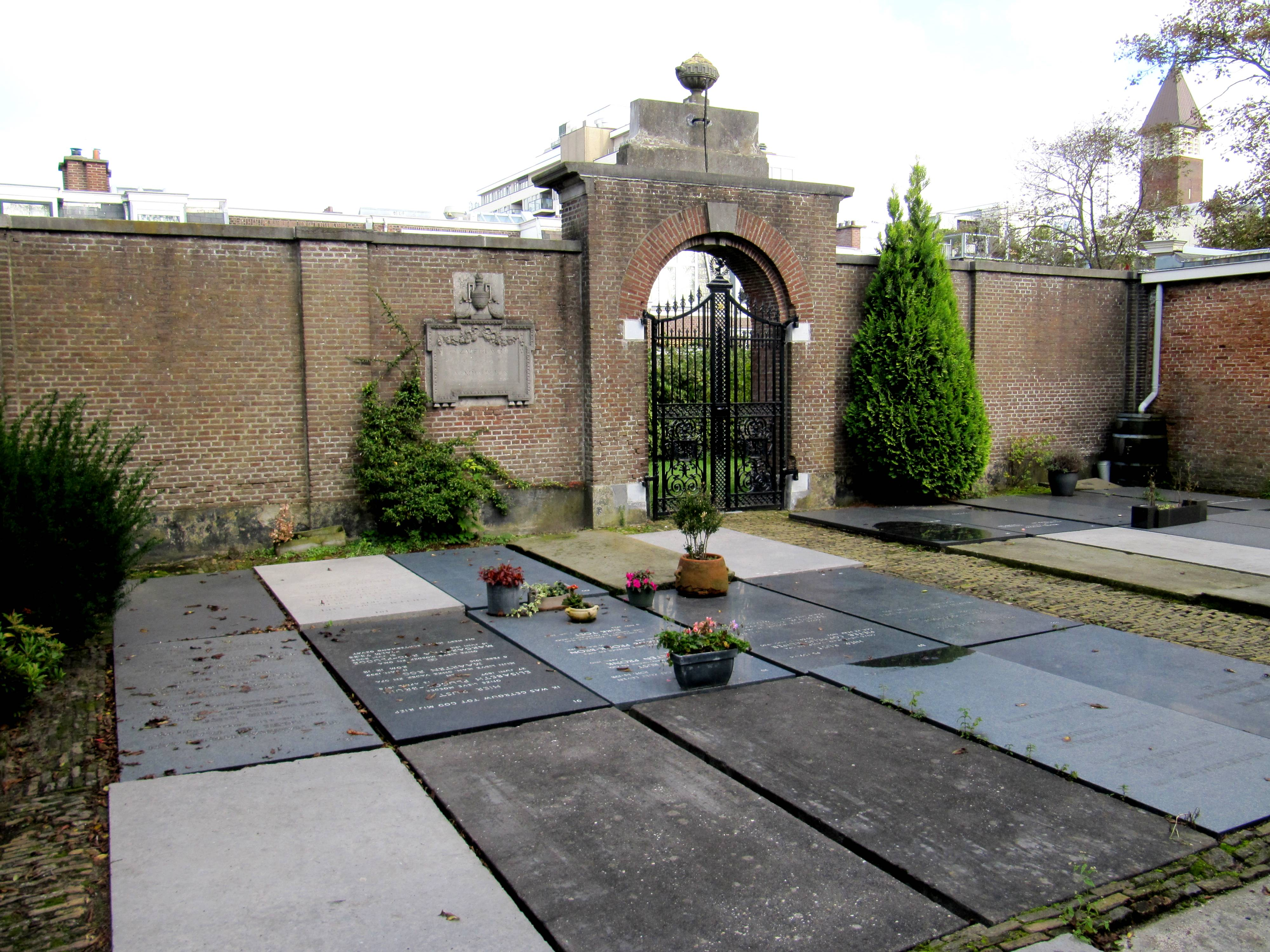
Den Haag Begraafplaats Ter Navolging

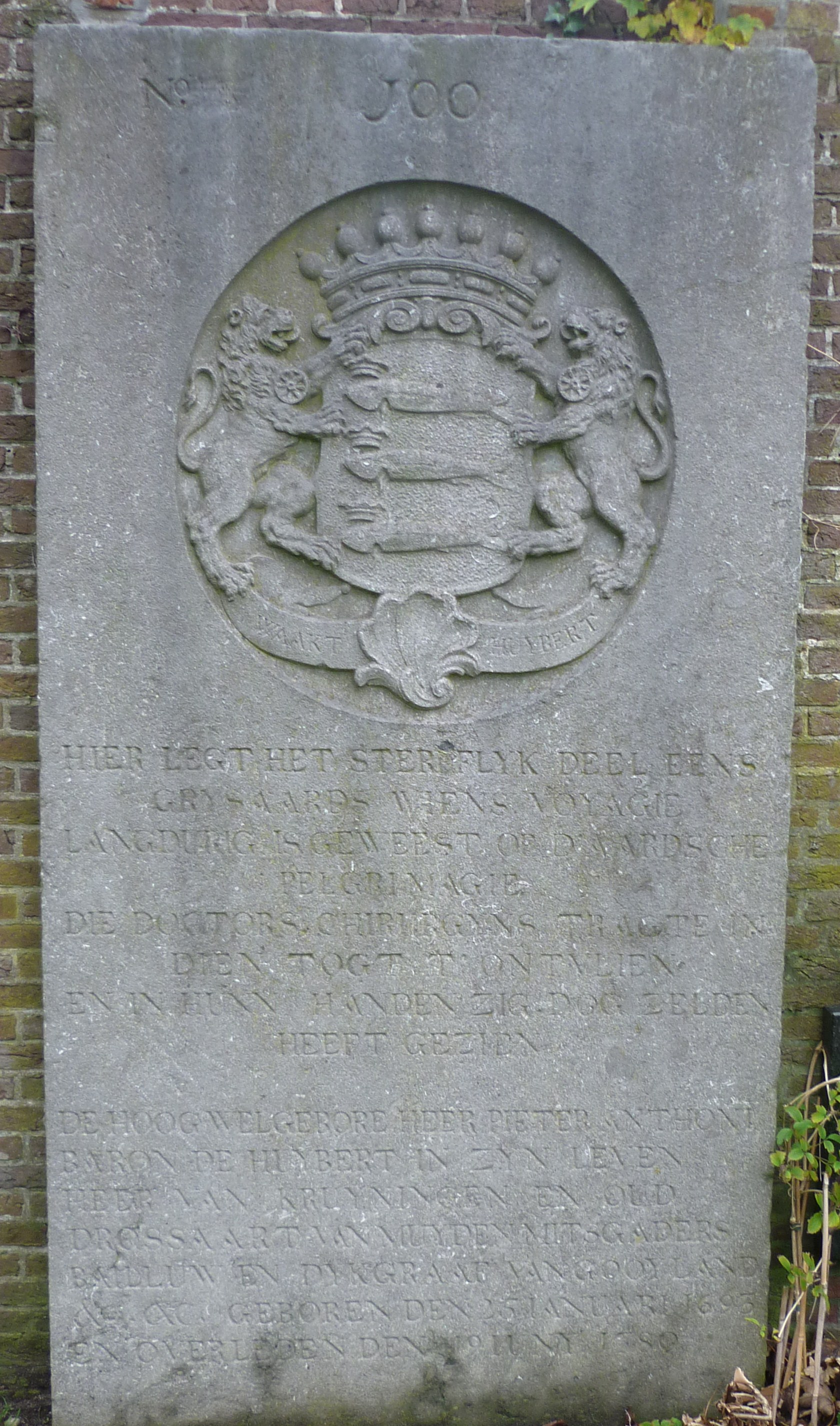
Oudste graf uit 1780

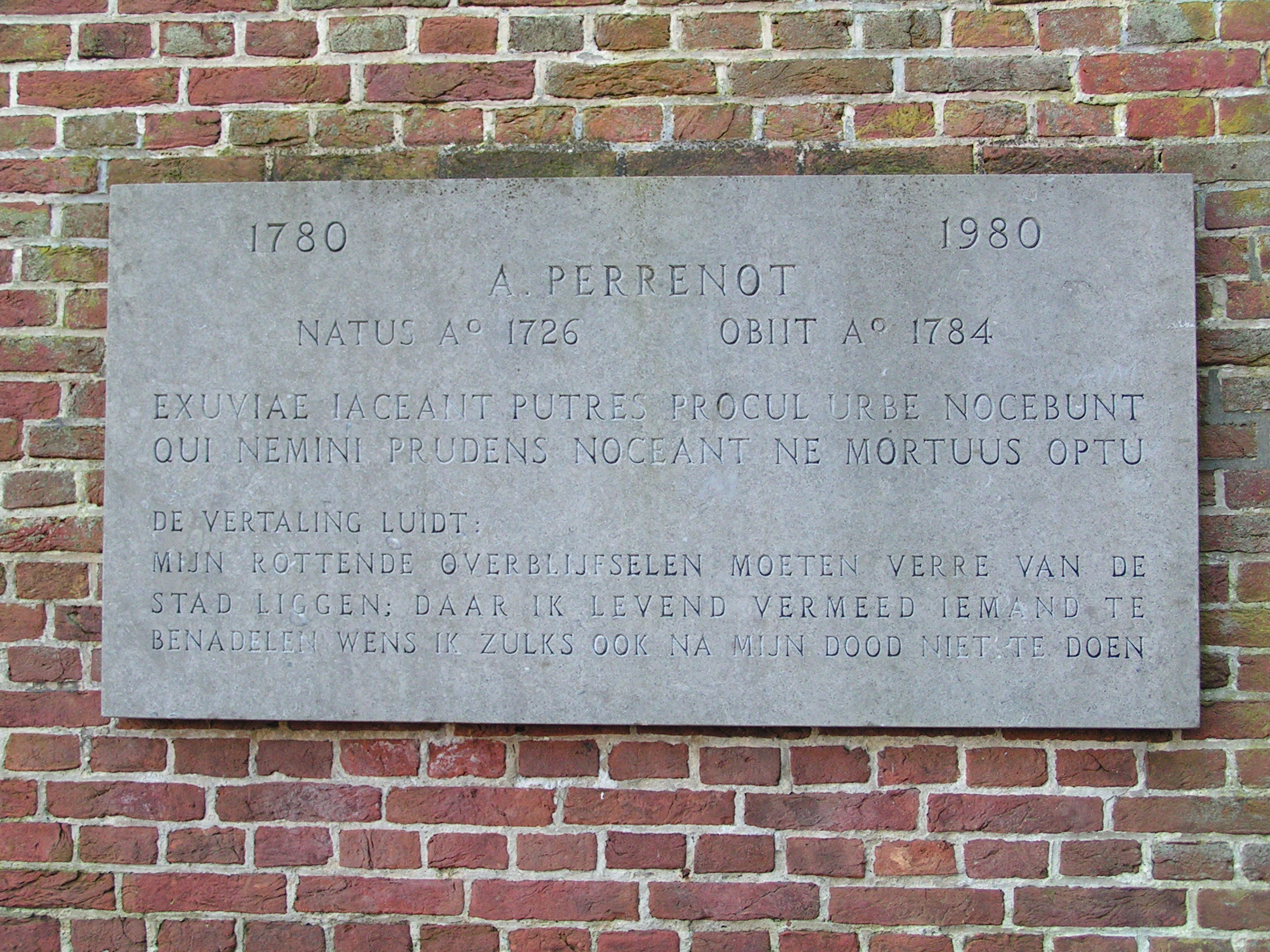
Ter Navolging 1780-1980

Ter Navolging is een begraafplaats in Scheveningen. De ingang is op de hoek van de Scheveningseweg en de Duinstraat, thans Prins Willemstraat 43.

## Historie
Vóór de stichting van Ter Navolging was in het Nederlandse taalgebied sinds de kerstening gebruikelijk de doden in en om kerken te begraven. In hogere kringen ontstond daar steeds meer weerstand tegen, onder andere vanwege hygiënische redenen. Dit was voor Abraham Perrenot (1726 - 1784), een Zwitser die aan het Stadhouderlijke hof verbonden was, de aanleiding om in de Scheveningse duinen de eerste niet-joodse begraafplaats in Nederland buiten de bebouwde kom te stichten. Hij noemde de begraafplaats "Ter Navolging", in de hoop dat zijn voorbeeld gevolgd zou worden.  In 1778 werd begonnen met de aanleg van het bescheiden aantal van vijftien grafkelders; dat aantal was in 1792 al uitgegroeid tot 72 kelders, en bedraagt thans 102 kelders.
De eerste begrafenis op Ter Navolging was een kinderbegrafenis op 11 mei 1780. De eerstvolgende teraardebestelde was Pieter Anthoni baron de Huybert, heer van Kruyningen, op 24 juni 1780. Zijn steen staat tegen de buitenkant van de muur. De Huybert was onder andere oud drossaart van Muiden en dijkgraaf van Gooyland en er wordt aangenomen dat het wapen van Scheveningen een afgeleide van zijn wapen is.
De buitenbegraafplaats kreeg zoals Perrenot had gehoopt, al snel navolging met de oprichting van de begraafplaatsen Het Heilige Kruis te Zwolle, Oud-Zuilen en Tiel.

## Huidige situatie
Door de uitbreiding van Scheveningen door de jaren heen ligt Ter Navolging tegenwoordig niet meer afgelegen in de duinen, maar is omgeven door bebouwing. De kleine begraafplaats is nog steeds in gebruik. De ingang van Ter Navolging is ingeklemd tussen een kantoorgebouw en een restaurantje, schuin tegenover het voormalige Appeltheater. Na het zwartgelakte hek, waarop in vergulde letters de naam van begraafplaats staat, loopt men een oud stuk duin op. Na een tweede hek, een kunstwerk van Leontine Lieffering komt men na het derde hek op het werkelijke terrein van Ter Navolging: een ommuurd deel waarbinnen zich (familie)graven bevinden. Tegenover de ingang ziet men de monumentale steen Guillaume Groen van Prinsterer en Betsy van der Hoop, en aan de rechterkant van het hek is een gedenksteen voor Betje Wolff en Aagje Deken. De steen van baron de Huybert staat tegen de buitenkant van de muur. In het omringende gras liggen ook nog enkele oude familiegraven.
In 1976 dreigde de begraafplaats geruimd te worden, hetgeen verhinderd werd doordat Leendert Jol er een doodgeboren kindje liet begraven.
In 1980 bestond de begraafplaats 200 jaar. Ter nagedachtenis van de oprichter werd een gedenksteen geplaatst.
In 2017 publiceerde de toenmalige voorzitter Willem Canneman een geschiedenis over de Begraafplaats Ter Navolging.

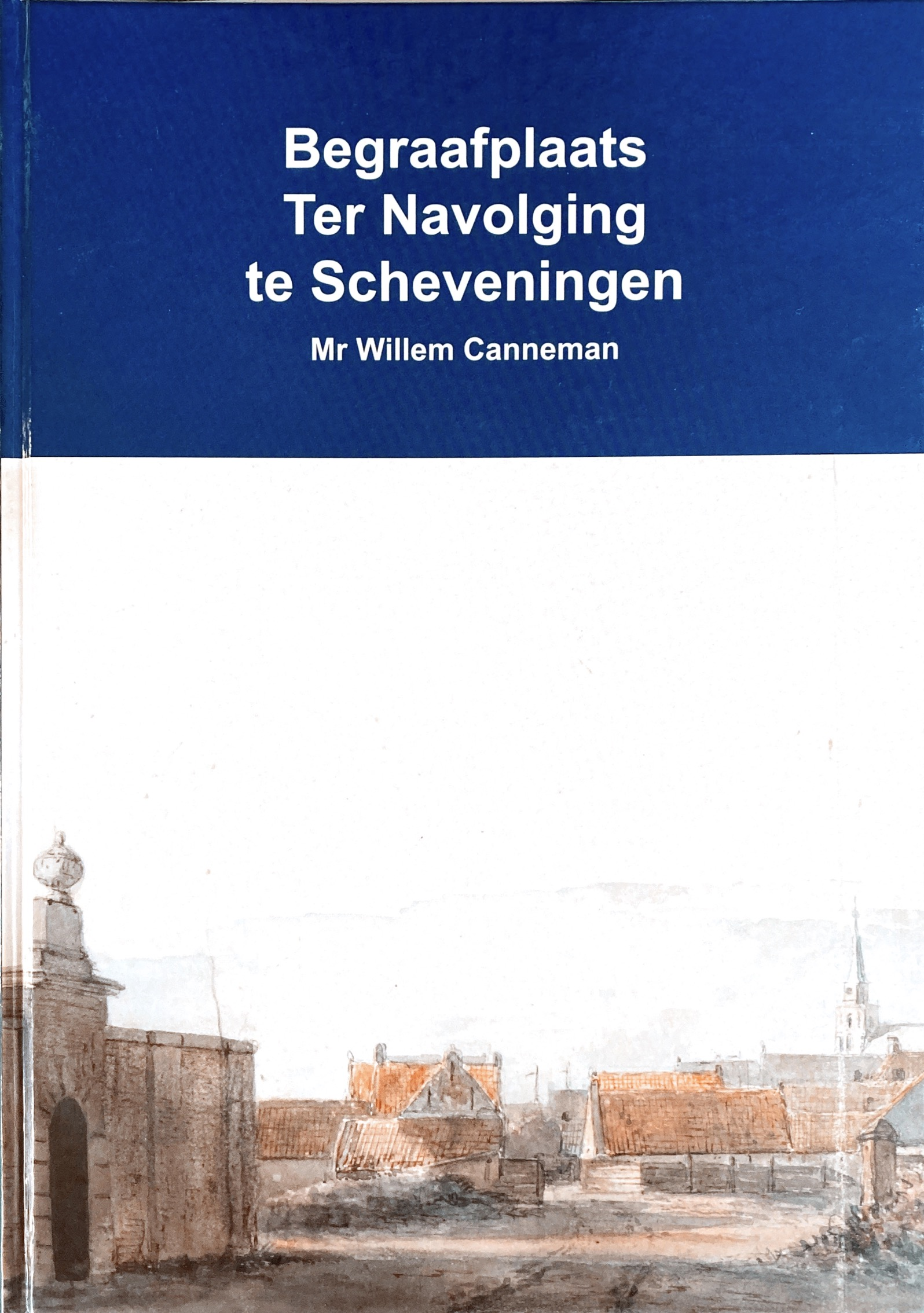
Begraafplaats Ter Navolging

## Roman
De schrijver Kees 't Hart publiceerde in 2004 een roman Ter navolging die deels handelt over kenners van het werk van Wolff en Deken die op Ter Navolging begraven liggen. De begraafplaats komt ook in de roman voor.
Daarnaast wordt de begraafplaats ook genoemd door schrijver Simon Carmiggelt in zijn kronkel Dame uit 1969. '(...) Het weggetje (achter het hek) leidt naar een klein, exclusief kerkhofje. Enorme, bemoste zerken, met dure namen. En soms een tekst (...)'

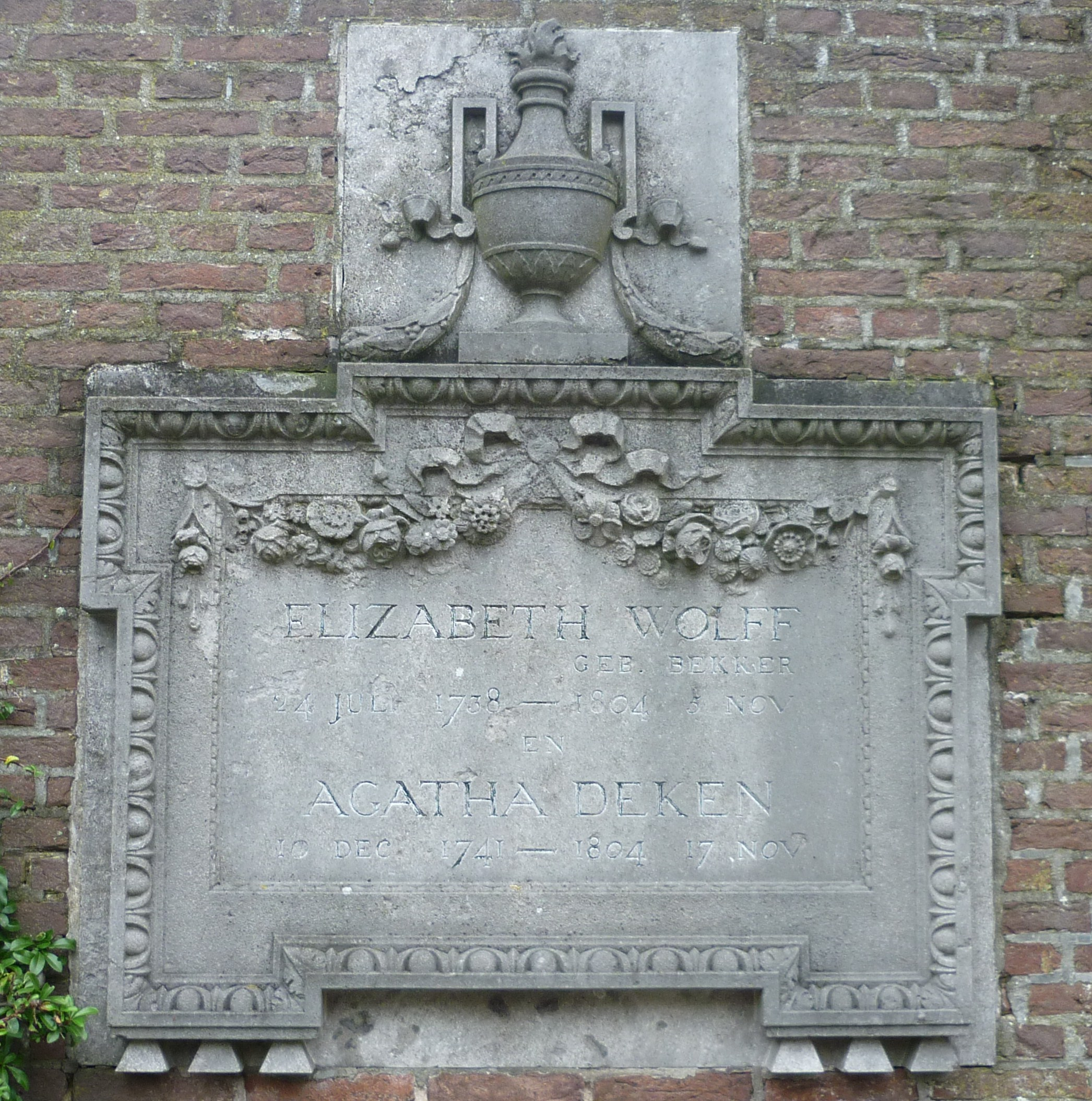
Betje Wolff en Aagje Deken, 1804
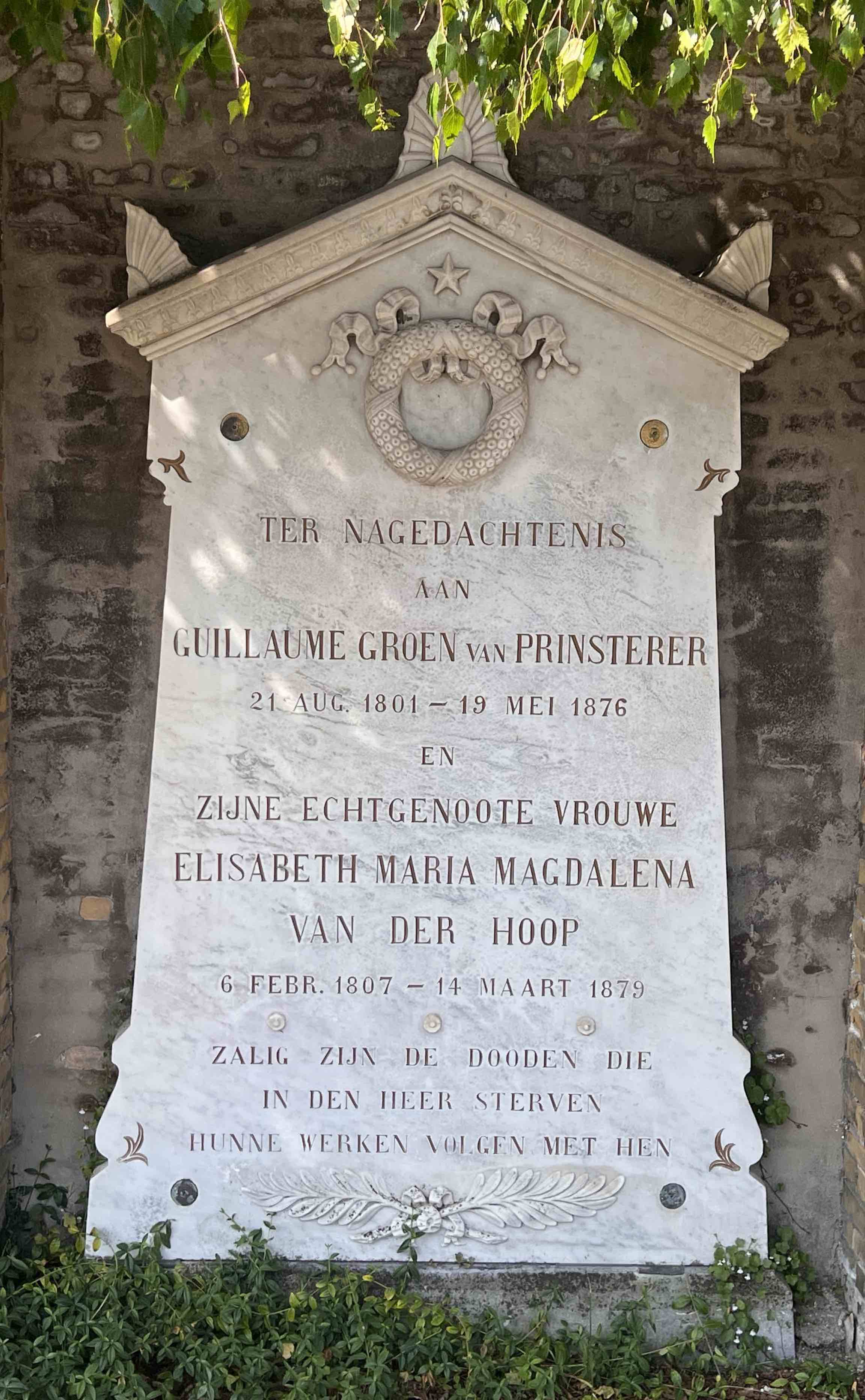
Grafsteen Guillaume Groen van Prinsterer en zijn vrouw Betsy van der Hoop, 1879

## Bekende personen
In de loop der tijd werden een aantal bekende personen op Ter Navolging begraven, onder wie
- Elias Canneman (1777-1861), heer van de Mijle, commissaris-generaal Financiën, Staatsraad
- Aagje Deken (1741-1804), schrijfster
- Mr. H.J. Dijckmeester (1847-1881), advocaat-generaal Gerechtshof Gelderland
- Lodewijk Franciscus Duymaer van Twist (1865-1961), politicus
- Mr. Hendrik Fagel (1706-1790), griffier van de Staten-Generaal van de Nederlanden
- Guillaume Groen van Prinsterer (1801-1876), politicus
- Timon Cornelis graaf van Heerdt tot Eversberg (1861-1907), opperhofmaarschalk, lid Tweede Kamer
- Betsy van der Hoop (1807-1879), echtgenote van Groen van Prinsterer, weldoener
- Pieter Anthony baron de Huybert (25 januari 1693 - 11 mei 1780), heer van Kruiningen, drossaart van Muiden, dijkgraaf Gooiland
- Ernst Heinrich Kossmann (1922-2003), historicus
- H. baron de Larreij (?-1821), opperschenker Zijne Majesteit de Koning
- Pieter baron Melvill van Carnbee (1743-1826), heer van Op- en Neer Andel, vice-admiraal, commandeur Militaire Willems-Orde
- Mr. Jacob Mossel (1739-1797), politicus, Meesterknaap van Holland
- Mr. Pieter Paulus (1753-1796), eerste president Nationale Vergadering der Bataafse Republiek
- Abraham Perrenot (1726-1784), domeinraad Prinsen van Oranje, bijgezet op 12 juli 1784
- Daniël François Scheurleer (1855-1927), bankier en muziekhistoricus
- Jhr. Nicolaas Steengracht van Oosterland (1754-1840), lid Eerste Kamer en Staatsraad
- Betje Wolff (1738-1804), schrijfster